# 超个体

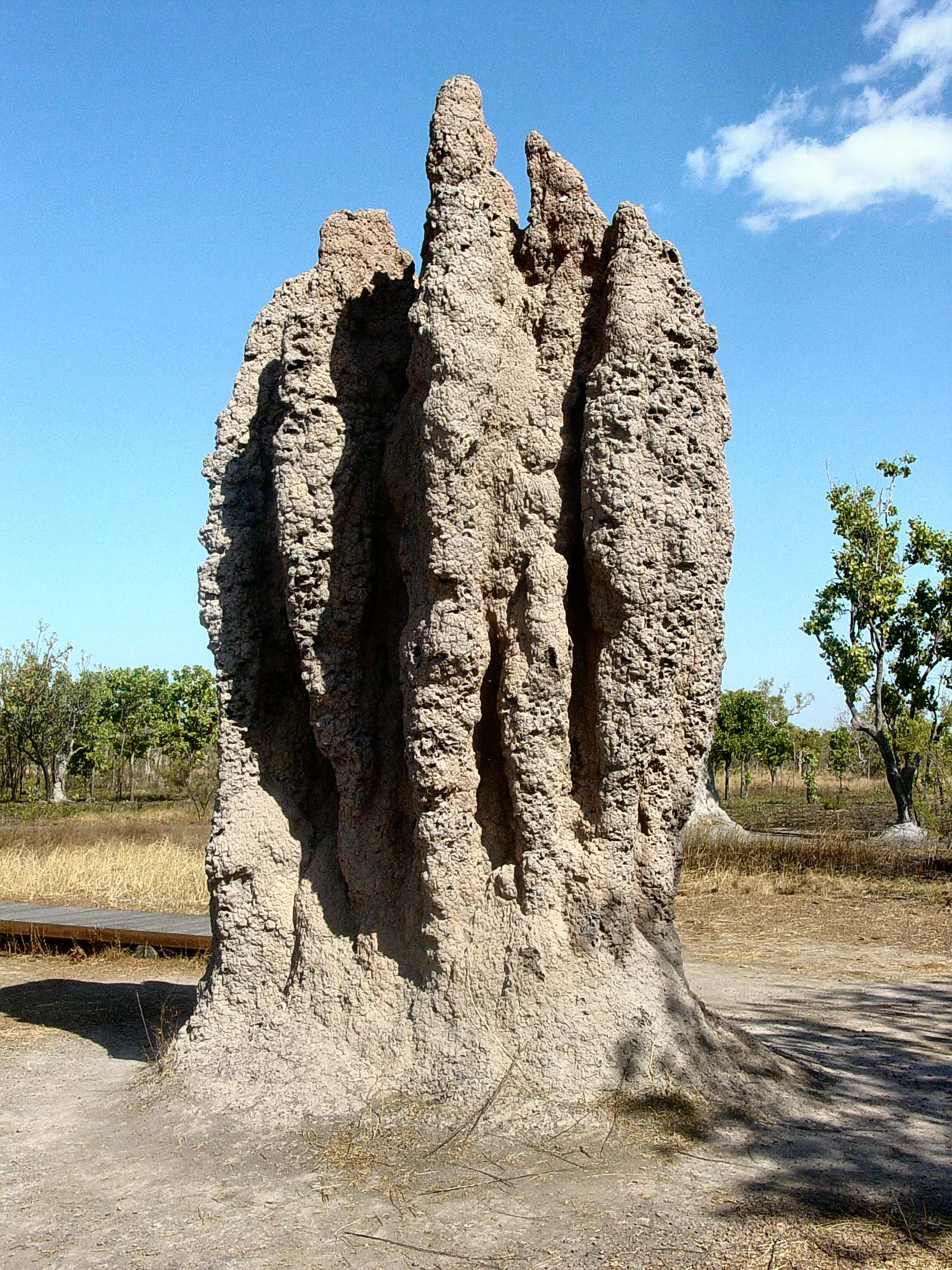
由教堂白蚁建造的土墩

超个体（英語：superorganism，又称超有机体）是一个由许多有机体组成的有机体系。这通常意味着是一个真社会性动物的社会单位，在那里社会分工被高度专业化，且个体无法独自长时间地生存。蚂蚁是在这样的超个体中最有名的例子，而裸鼹鼠则是真社会性哺乳动物的著名例子。超个体的技术定义是“一组媒介，它们能够采取协调一致的行动，以产生由集体支配的现象，”这些现象包括“蜂群想要的”任何活动，例如蚂蚁采集食物或者蜜蜂选择一个新的巢穴地址。
洛夫洛克（James Ephraim Lovelock）的盖亚假说以及詹姆斯·哈顿、弗拉基米尔·维尔纳茨基和Guy Murchie的工作表明，可以将生物圈当作为一个超个体。然而，严格的生态研究显示，在生物社区内很少或根本没有自我控制，并且这些社区通常很容易失去平衡或者完全改变成不同的事物。而系统科学和复杂系统的动态性则反驳和平衡了这个观点。
超个体在控制论特别是生物控制论中是重要的。它们表现出一种“分布式智能”形式的系统。其中，具有有限的智能和信息的个体媒介能够集中资源，以完成超出个体能力的目标。在生物中这种行为的存在对于军队和管理应用已经有许多影响，并且正在被积极研究。

## 在社会理论中的超机体现象
19世纪的思想家赫伯特·斯宾塞创建了关注社会组织的术语超机体现象（在他所著的《社会学原理》中，第一章的标题是“超机体的演化”），尽管这显然是在生物和社会之间的对比，而不是共同点：斯宾塞探究将整体性的社会看作为一个社会有机体，并区别方法。其中，社会并不表现得像一个生物。对斯宾塞来说，超机体现象是相互作用的生物体（即人类）涌现出来的属性。而且，正如D. C. Phillips所表明的，存在一个“在涌现和还原论之间的区别”。
同样，经济学家卡尔·门格尔详述了很多社会发展的演化性质，尽管不曾放弃方法论的个人主义。门格尔表明，许多社会机构的产生，不是因为“社会目的论的成果引起的，而是追求‘个人’利益的经济主体经过无数的努力后获得的非计划的结果。”
斯宾塞和门格尔都认为，因为是个人在选择和行动，所以应该认为任何社会整体绝不是一个有机体，尽管门格尔更明显地强调了这一点。斯宾塞用机体思想来从事社会结构的扩展分析，同时承认它主要是一个类比。因此，对斯宾塞来说，超机体思想在生物学和心理学之上最好地指明了社会实体的不同层面，而不是与一个有机体一对一的相同。
不过，斯宾塞还认为，“每一个规模可观的生物体是一个社会”。它使有的人相信，问题可能是术语上的。
在1917年，人类学家阿弗烈·克鲁伯沿用了术语超机体现象。Marshall（2002）分析了社会方面的超个体概念。

## 存在的问题和批评
问题仍然是“什么被视为个体？”。一些生物学家，例如理查德·道金斯，他们提出被選擇所作用的單位是基因。也有人认为是一个生物的整个基因组。艾德华·威尔森表明，对蚁群和其他的社会型昆虫来说，被选择的是作为繁殖实体的群体，而不是它的个体成员。这可以适用于一个叠层石的细菌部分。由于基因交流，它是由一个单一的基因库以某种方式组成的。盖亚理论家，例如琳·马古利斯，他们认为这同样适用于在整个地球中细菌基础的共生发源。
这将会出现，由类似Daisyworld的计算机模拟所产生的生物选择同时发生在多层次上。
有些科学家提出，人类个体可视为“超个体”；因为一个典型的人体消化系统包含1013至1014个微生物，其宏基因组（“肠道微生物组”）载有的基因数量至少是人类基因的100倍（参见人类肠道微生物组项目）。

## 图书
- Jürgen Tautz, Helga R. Heilmann: 《蜜蜂的神奇世界》（The Buzz about Bees - Biology of a Superorganism）, 284 pages : Springer-Verlag 2008. ISBN 978-3-540-78727-3
- Bert Hölldobler, 艾德华·威尔森: 《超个体——昆虫社会的美丽、优雅和不可思议》（The Superorganism: The Beauty, Elegance, and Strangeness of Insect Societies）, 576 pages : W.W. Norton, 2008. ISBN 978-0393067040